# برنيس س. داونينج
برنيس س. داونينج (بالإنجليزية: Bernice C. Downing)‏ هي ناشرة أمريكية، ولدت في 1878 في نيوارك في الولايات المتحدة، وتوفيت في 26 سبتمبر 1940 في سانتا كلارا في الولايات المتحدة.